# Миро (благовонно масло)
Свето миро е благовонно масло, което се използва в миропомазването – за благославяне на новопокръстените в тайнството Кръщение, а също при освещаване на престоли и антиминси.

## Използване
Светото миро се използва при тайнството миропомазване, което в Православната църква се извършва веднага след св. Кръщение, като новопокръстеният се помазва със свето миро кръстообразно с думите „Печат дара Духа Светаго“. Чрез Кръщението вярващият става член на Христовата църква, а чрез тайнството Миропомазване получава благодатните дарове на Светия Дух. Първоначално това е ставало чрез ръковъзлагане от апостолите, но скоро е заменено с Миропомазване, за което пише свети Йоан Богослов.
В раннохристиянската църква Миропомазването има по-широка употреба – дава духовни дарове на вярващите и утвърждава във вярата, а по примера на Древната църква с миро и до днес се освещават храмовите престоли и антиминси. По-късно се миропомазват не само първосвещениците, но и пророците и царете.
Със свето миро Бог заповядал на Мойсей да помаже скинията, Аарон и синовете му за служба Богу.

## Право на мироварене
Право да приготвят свето миро имат само автокефалните православни църкви, каквато е и Българската православна църква. В своята най-нова история Българската православна църква приготвя за първи път миро през 1950 г., след като 5 години по-рано нейната автокефалия е призната от Вселенската патриаршия. Първият български патриарх в най-новата история, Кирил Български, вари миро през 1961 г., а патриарх Максим прави освещавания на светото миро през 1974, 1988, 1995 и 2002 г. Шестото мироварене през 2002 година е извършено, за да се благослови настъпилото хилядолетие. Седмото мироварене е през април 2009 година. Осмото мироварене в историята на Българската православна църква е през април 2018 година. Деветото мироварене е през април 2025 г.
За разлика от Руската православна църква, Църквата на Гърция продължава да получава миро от Вселенската патриаршия в Константинопол, за да засвидетелства историческата си връзка с патриаршията. Същото важи за Полската православна църква, за Православната църква на Чехия и Словакия, за Православната църква на Украйна, както в последно време и за автокефалната от древността Кипърска църква. Православната църква в Америка се разглежда като автокефалия и освещава собствено миро.
Вселенската патриаршия настоява, че само тя има право на мироварене, затова кани архиереи от различните църкви да участват в нейното мироварене, а след това дава от мирото на онези църкви, които признават нейното изключително право. Смята се, че получаването на свето миро е белег на зависимост от църквата, която дава мирото.

## Мироварене

### Благоуханни вещества
Свето миро се приготвя с много и различни благоуханни вещества, които символизират благоуханието на различните дарове на Светия Дух.
Основните вещества, включени в светото миро, което приготвя Българската православна църква, са дървено масло и бяло вино от грозде. Съставът му не е строго определен, така както е бил през старозаветната епоха, а именно: самоток смирна, благовонна канела, благовонна тръстика, касия и маслинен елей.
Броят на благоуханните вещества, добавени към дървеното масло, се увеличава в историята: Моисей Бар-Кефа (9 век) споменава само дървено масло и балсамово масло, Григорий Бар-Хеврей (13 век) описва около 30 съставки. Днес Константинополската патриаршия използва около 60 различни съставки, а Руската църква – около 30.

### Церемония
Приготовлението на свето миро в светена вода е съпроводено с четене на евангелски текстове първоначално от местния епископ, по-късно от главата на всяка автокефална църква (обикновено патриарх, митрополит или архиепископ), подпомаган от други епископи в хода на церемониите ѝ, обикновено на Велики четвъртък, в службата, призоваваща светец, посветен на Светия Дух. След това мирото се разпределя в различните енории и манастири.
В древната Църква мироваренето се извършвало всяка година през Великия пост, като според византийската традиция това става на Велики четвъртък. В днешно време ново миро се приготвя, когато старото привършва – обикновено на всеки шест-седем години.

### Мироварене в Българската патриаршия
Съдовете за приготвяне на мирото се съхраняват в сградата на Светия Синод на Българската православна църква. Приготвянето на мирото се извършва в притвора на катедралния храм „Свети Александър Невски“ на Българския патриарх.
Мироваренето в Българската патриаршия протича съгласно строго установена хронологична последователност:
1. Светият Синод на Българската православна църква взима решение за започване на мироварене.
2. На Неделя Кръстопоклонна Българският патриарх заедно с митрополити и епископи поставят първите съставки и аромати.
3. На Велики понеделник, първият ден от Страстната седмица, се отслужва Преждеосвещена света литургия.
4. В патриаршеската катедрала „Св. Александър Невски“ се прави водосвет. Българският патриарх излиза от св. олтар в лития и се отправя до притвора на храма, където извършва водосвета. Той поръсва приготвените съставки и лично започва наливането на светената вода, дървеното масло и виното в казана за мироварене.
5. Българският патриарх прочита първата глава от светото Евангелие от Матей, което се чете през цялото време, докато се приготвя свето миро.
6. Други свещенослужители продължават да четат светото Евангелие през цялото време на мироваренето. Сред тях са митрополити, епископи, главният секретар на Св. Синод, протосингелът на Софийската света митрополия, софийски свещеници.
7. Приготвянето на свето миро продължава до Велика сряда включително.
8. На Велики четвъртък се отслужва св. Василиева литургия в патриаршеската катедрала „Св. Александър Невски“, след която светото миро тържествено се освещава от Българския патриарх и синодалните архиереи.
9. Към новоприготвеното миро се добавят няколко капки Цариградско миро, съхранявано в специален съд. Така се символизира приемствеността и връзката с Вселенската патриаршия.
10. След освещаването светото миро се налива в специални съдове и се съхранява в Синодалната палата. Светото миро се съхранява в православните църкви в стъклен или метален съд, наричан алабастрон.

### Състав на светото миро в Православната църква

#### Основни съставки
Точният състав и пропорции са строго пазена тайна, но основните съставки, които се използват в процеса на приготвяне, включват:
1. Миро: благовонна смола, която се използва в религиозни обреди от древността. Тя има сладък, дървесен аромат и се смята за символ на чистота и святост.
2. Смирна: благовонна смола, която се използва в религиозни обреди. Тя има по-тежък, земен аромат и се смята за символ на страдание и покаяние.
3. Алое: благовонна смола, която се използва в религиозни обреди. Тя има свеж, зелен аромат и се смята за символ на възкресението.
4. Канела: благовонна кора от дървото на канелата, която се използва за придаване на сладък, подправков аромат на мирото.
5. Касия: благовонна кора, подобна на канелата, която се използва за придаване на сладък, подправков аромат на мирото.
6. Олибан: благовонна смола, която се използва в религиозни обреди. Тя има свеж, цитрусов аромат и се смята за символ на божествеността.
7. Масло от бадеми: натурално масло, което се използва като основа за мирото. То помага за разтваряне на благовонията и за разпространение на аромата им.

#### Съставки при Седмото мироварене
При Седмото мироварене са използвани следните съставки и количества:
1. Маслинено масло (Oleum Olivarum) – 80 л.
2. Бяло гроздово вино (Vinum album) – 30 л.
3. Чист винен спирт (Spiritus Vini 95 %) - 11 л.
4. Лавандулово масло (Oleum Lavandulae) – 800 гр.
5. Резиноид Олибанум (Resinoid Olibanum) – 800 гр.
6. Бензоена смола (Resinoid Bensoe) – 600 гр.
7. Жасминово абсолю (Absolut Gasmin) – 500 гр.
8. Жълт кантарион (Herba Hiperici sive costum) – 500 гр.
9. Гераниево масло (Oleum Pelagonium) – 400 гр.
10. Резиноид Перу балсам (Resinoid Balsamum Peruvianum) – 350 гр.
11. Босилеково масло (Oleum Basilici) – 300 гр.
12. Розово масло (Oleum Rosae) – 250 гр.
13. Перуников конкрет (Concret Iris) – 200 гр.
14. Валерианови корени (Radix Valeriane) – 200 гр.
15. Карамфилово масло (Oleum Caryophyli) – 200 гр.
16. Здравецово абсолю (Absolut Geranium) – 200 гр.
17. Лимоново масло (Oleum Citri) – 200 гр.
18. Листа от мошусна салвия (Folia Salvia scareae) – 200 гр.
19. Хвойнови плодове (Fructus Juniperi) – 200 гр.
20. Резиноид Стиракс (Resinoid Styrax) – 200 гр.
21. Борови връхчета (Torines Pini) – 100 гр.
22. Съцветия от хмел (Strobuli Lupuli) – 100 гр.
23. Бергамотово масло (Oleum Bergamottae) – 50 гр.
24. Канелено масло (Oleum Cinnamomi) – 50 гр.
25. Кедрово масло (Oleum Cedri) – 30 гр.
26. Фър балсам абсолю (Absolut Balsamum Fur) – 30 гр.
27. Черен пипер масло (Oleum Piper nigrum) – 20 гр.

#### Описание на състав на светото миро от 2018 г.
Известно е и следното описание на състав на светото миро:
1. Бяло вино – 90 оки (115,38 литра)
2. Дървено масло – 36 оки (46,152 литра)
3. Розово масло – 4000 грама
4. Кора от канела – 1890 грама
5. Плодове на черен пипер – 1575 грама
6. Корен от галанга – 1575 грама
7. Тамян – 1575 грама
8. Терпентиново масло – 1350 (1850) грама
9. Смола от мира – 1260 грама
10. Исиот – 1260 грама
11. Санталово дърво – 945 грама
12. Дървесина от африканска акация – 945 грама
13. Листа от индийски нард – 945 грама
14. Плодове от имел – 945 грама
15. Звъника – 650 грама
16. Бяло дърво – 650 грама
17. Кедрово масло – 650 грама
18. Плодове на дълъг пипер – 630 грама
19. Черна африканска акация – 630 грама
20. Копитник – 630 грама
21. Корен от зедоария – 630 грама
22. Бял оман – 630 грама
23. Индийски орех – 630 грама
24. Лавандулово масло – 400 грама
25. Аирово масло – 500 грама
26. Розмариново масло – 500 грама
27. Балсамови пъпки – 630 грама
28. Карамфилово масло – 300 грама
29. Бергамотово масло – 300 грама
30. Масло от портокалов цвят – 300 грама
31. Вълча ябълка – 315 грама
32. Майоран – 315 грама
33. Ранни лист – 315 грама
34. Корени от перуника – 315 грама
35. Алое – 315 грама
36. Стираксова смола – 315 грама
37. Канелено масло – 300 грама
38. Маслинен елей
39. Жълт кантарион
40. Майчин лист – 150 грама
41. Корен от бял оман или инула – 150 грама
42. Масло от босилек – 150 грама
43. Исопово масло – 150 грама
44. Хвойново масло – 150 грама
45. Кардамон – 150 грама
46. Розово масло (от стъбла на рози) – 200 грама
47. Масло от здравец – 50 грама
48. Масло от теменуга – 50 грама
49. Лимоново масло – 50 грама
50. Перувиански балсам – 100 грама
51. Анасоново масло – 30 грама
52. Инула

#### Известни съставки, употребявани при варенето на свето миро
Светото миро в православната църква се приготвя от 57 различни вида благовония и масла. Най-известните вещества, употребявани при варенето на свето миро, включват:
1. Myrobalanus indicus, balanus aegyptiaca glandes unguentariae – 30,630 кг.
2. Cinnamomum (reste cortex cinnamomi) – 1,890 кг.
3. Терпентиново масло; борова смола (Terebinthi, resina pini) – 1,890 кг.
4. Palitum (caulis muscata sive odorata) – 1,890 кг.
5. Чер пипер (Piper) – 1,575 кг.
6. Cypericum (radix cyperici) fouchet (sive galanga) – 1,575 кг.
7. Тамян (Ladanum) – 1,575 кг.
8. Plibanum – 1,575 кг.
9. Санталово дърво (Lignum balsami) – 0,945 кг.
10. Cassia Lingea (sive lignum acacie) – 0,945 кг.
11. Fructus indicum (folium nardi indicae - sive spica indica) – 0,945 кг.
12. Visci grana – 0,945 кг.
13. Semen roris marini (sive folia roris marini) – 0,945 кг.
14. Измир (Myrrha) – 1,260 кг.
15. Zinciberus – 1,260 кг.
16. Жълт кантарион, звъника, порязаниче (Hypericum sive costum) – 0,630 кг.
17. Spina alba (sive iuncus aromaticus) – 0,630 кг.
18. Piper Longum – 0,630 кг.
19. Балсамови плодове, балсамови пъпки (Fructus balsami - recte gemmae balsami) – 0,630 кг.
20. Cassia nigra – 0,630 кг.
21. Карамфил (Caryophyli) – 0,630 кг.
22. Копитник (Asarum - raste radix asari, cabaret) – 0,630 кг.
23. Zedoaria – 0,630 гр.
24. Folia peregrine et ea quidem calamus aromaticus – 0,630 кг.
25. Инула (Inula, aulnee) – 0,630 кг.
26. Styrax liquida sive calamita – 0,315 кг.
27. Saliunca (celtica nargus) – 0,315 кг.
28. Майоран (Maceris) – 0,315 кг.
29. Майоран (Mariorana) – 0,315 кг.
30. Рани лист, пчелинок (Stachys - sive marubium aldum) – 0,315 кг.
31. Bdellium – 0,315 кг.
32. Opobalsamum – 0,315 кг.
33. Aristolochia, rattelou-sarrazine – 0,315 кг.
34. Agallochon, lignum, aloes – 0,315 кг.
35. Moschus (verus) – 0,018 кг.
36. Aloe maioran
37. Благ бъз (Angelica)
38. Босилково масло (Oleum ocymi basilica)
39. Бяло гроздово вино (Vinum album) – 90 оки
40. Виола адората (Viola adorata)
41. Галанга (Rhisoma zedoaria)
42. Исопово масло (Oleum hysopi)
43. Кардамон (Cardamomum)
44. Копитник (Asarum)
45. Лавандула (Lavandula)
46. Майчин лист (Cassia amara, cassia Augusri folia)
47. Мастика (Mastix sandoraca)
48. Маслинов зехтин (Oleum olivae) – 36 оки
49. Перуански балсам (Balsam perubianum)
50. Розово масло (Oleum rosae)
51. Салвия, какула (Salvia)
52. Серлиум пиранон (Serlium piranion)
53. Систус таурикус (Cistus tauricus)
54. Чер имел (Loranthus)
55. Cissus vitiginea
56. Oleum Bergamotae (бергамотово масло)
57. Oleum Neroli